# 私が愛した地獄
『私が愛した地獄』（わたしがあいしたじごく）は、2024年10月4日（3日深夜）からテレビ朝日の『バラバラ大作戦』（木曜第3部）で放送されているバラエティ番組。

## 概要
街頭インタビューで聞いた他人から見れば地獄でも本人にとっては「忘れられない沼った恋愛」を見て、語り合う恋愛トークバラエティ。
2024年4月期『バラバラマンスリー』の番組としても放送されており、同年10月からのレギュラー化に合わせて稲田美紀（紅しょうが）がMCに加わった。

## 出演者
- ぺえ
- RIHO（平成フラミンゴ）
- 稲田美紀（紅しょうが、2024年10月4日 - ）

## スタッフ
- 構成：ビル坂恵、桜井智宏
- TD：宮川量康
- CAM：吉村望恵
- VE・音声：永沼咲優
- ロゴ・テロップデザイン：阿部和
- MA：高橋虹帆
- 音効：小松由佳
- 編成：清水正太郎、辻慈生
- 宣伝：津久井美樹
- デスク：原利加子
- スタジオ協力：スタジオラビアンローズ
- 技術協力：港家、TSP、E・Force Studio
- 制作協力：花組
- AD：西村紗弥子、小栁聖来
- AP：大田翔子、上田莉子
- ディレクター：中村雄大、上原翔、田中紗里衣、俵木花純
- 演出：牛嶋創一
- プロデューサー：濱崎賢一、勝木拓郎
- ゼネラルプロデューサー：郷力大也
- 制作：テレビ朝日ビジネスソリューション本部コンテンツ編成局第1制作部
- 制作著作：テレビ朝日